# Reino de Jotán
El Reino de Jotán o Kotán fue un antiguo reino budista saca ubicado en el ramal de la Ruta de la Seda que recorría el extremo sur del desierto de Taklamakán, en la cuenca del Tarim (actual Sinkiang, China). La antigua capital se encontraba originalmente al oeste de la actual Jotán, en Yotkan. Desde la dinastía Han hasta al menos la dinastía Tang, se conocía en chino como Yutian. Este reino, predominantemente budista, existió durante más de mil años hasta que fue conquistado por el musulmán kanato karajánida en 1006, durante la islamización y turquización de Sinkiang.
Construida sobre un oasis, los bosques de moreras de Jotán permitieron la producción y exportación de seda y alfombras, además de otros productos importantes de la ciudad, como su famoso jade nefrita y cerámica. A pesar de ser una ciudad importante en la Ruta de la Seda, así como una notable fuente de jade para la antigua China, Jotán en sí es relativamente pequeña: la circunferencia de la antigua ciudad de Jotán en Yotkan era de aproximadamente 2,5 a 3,2 km. Sin embargo, gran parte de la evidencia arqueológica de la antigua ciudad de Jotán había sido borrada debido a siglos de búsqueda de tesoros por parte de la gente local.
Los habitantes de Khotan hablaban jotanés, una lengua irania oriental perteneciente a la lengua saka, y el idioma gāndhārī, una lengua indoaria emparentada con el sánscrito. Existe un debate sobre en qué medida los habitantes originales de Jotán eran étnica y antropológicamente indoarios y hablantes del idioma gāndhārī frente a los sacas, un pueblo indoeuropeo de rama iraní procedente de la estepa euroasiática. A partir del siglo III, también ejercieron una visible influencia lingüística en la lengua gāndhārī hablada en la corte real de Jotán. El saka jotanés también fue reconocido como lengua oficial de la corte en el siglo X y utilizado por los gobernantes jotaneses para la documentación administrativa.

## Nombre del reino

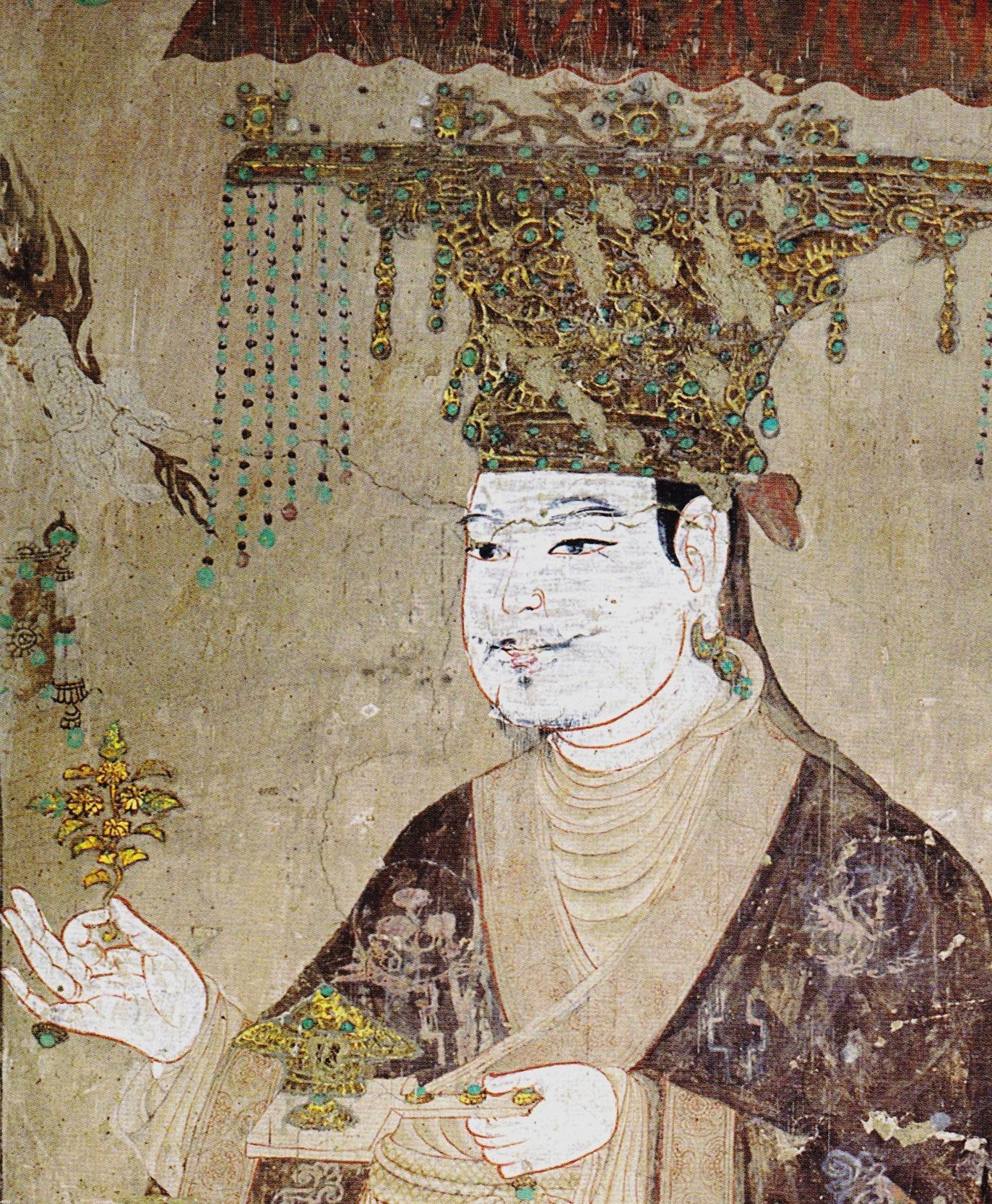
Retrato de Viśa' Saṃbhava, el rey de Jotán, cuevas Dunhuang Mogao,.

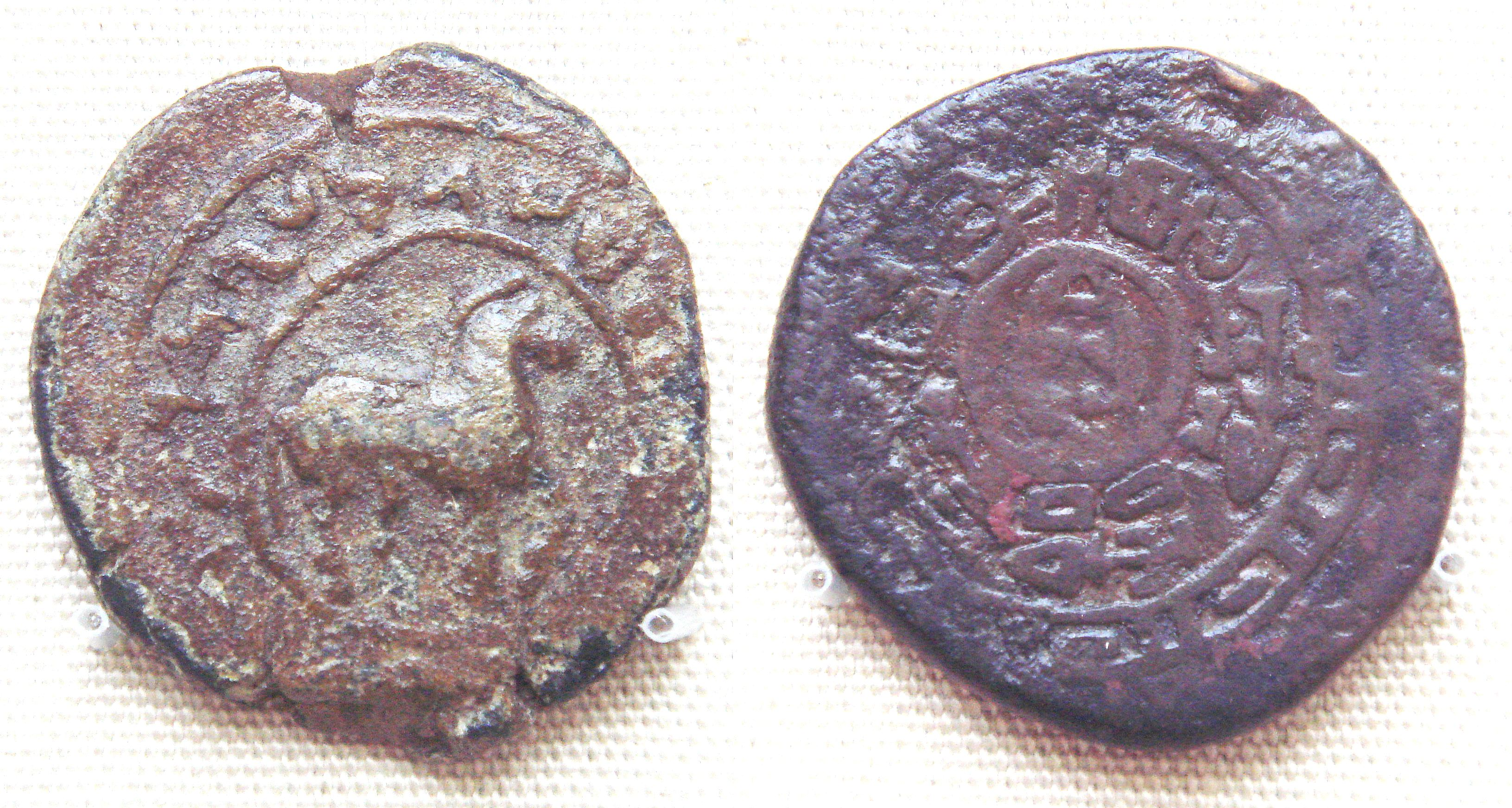
Moneda de Gurgamoya, rey de Jotán. Khotan,.
Anverso: leyenda Kharoshthi "Del gran rey de reyes, rey de Jotán, Gurgamoya.
Reverso leyenda en chino: "Moneda de veinticuatro granos de cobre". British Museum.

El nombre del reino en la región actualmente denominada Khotan ha tenido distintos nombres. La población local hacia el siglo III lo escribía Khotana en escritura kharoşţhī; y Hvatäna- en brāhmī en los textos algo posteriores; al desarrollarse la lengua se convirtió en Hvamna y Hvam, por lo que en escritos más recientes aparece citado como Hvam kşīra ‘la tierra de Jotán’. La zona se conocía al oeste aún antes de que se modificase la t, tal como se acostumbra en persa. Pero debido a distintas influencias, los pobladores locales también lo escribieron Gaustana, cuando estuvieron bajo la influencia del prestigio del sánscrito budista y Yūttina, cuando el reinado chino en Śacu se encontró en su máximo apogeo de prestigio durante el siglo IX. Para los tibetanos durante los siglos VII y VIII la zona se denominaba Li y su capital Hu-ten, Hu-den, Hu-then o Yvu-then.
Indo-Scythian Studies being Khotanese Texts. Volume IV, Bailey (1961)